# Podcitonja
Podcitonja je naseljeno mjesto u općini Fojnica, Federacija Bosne i Hercegovine, BiH.
Nalazi se oko 2 kilometra istočno of Fojnice.

## Stanovništvo

### 1991.
Nacionalni sastav stanovništva 1991. godine, bio je sljedeći:
ukupno: 142
- Hrvati - 128
- Jugoslaveni - 6
- Srbi - 1
- ostali, neopredijeljeni i nepoznato - 8

### 2013.
Nacionalni sastav stanovništva 2013. godine, bio je sljedeći:
ukupno: 113
- Hrvati - 102
- Bošnjaci - 10
- Srbi - 1

## Vanjske poveznice
- Satelitska snimka  Arhivirana inačica izvorne stranice od 25. rujna 2020. (Wayback Machine)